# 亞硝酸甲酯
亞硝酸甲酯（Methyl nitrite）是一种有机化合物，化学式為{\displaystyle {\ce {CH3O-NO}}}，是结构最簡單的亚硝酸酯，標準狀態下為氣態。

## 結構原理
亞硝酸甲酯據有順式与反式構象異構物，順式及反式的結構可由光谱学來識別。順式異構物比反式的要穩定，其旋轉活化能為 45.3 kJ mol−1。
|               |               |
| 順-亞硝酸甲酯 | 反-亞硝酸甲酯 |

## 合成
亞硝酸甲酯可由亞硝酸銀和碘甲烷的化學反應製作而成：亞硝酸銀在溶液中會解離為Ag+以及NO2−。亚硝酸根中氧原子的孤電子對會讓亚硝酸根攻擊甲基（—CH3），釋放碘離子到溶液中。
碘化銀和亚硝酸銀不同，碘化銀幾乎不溶於水，在水中會形成固體。氮比氧更为親核，大部分亞硝酸鹽會進行類似SN2的反應，主產品为硝基甲烷。例如亚硝酸钠和亚硝酸钾和碘甲烷反應後主要產物是硝基甲烷，亞硝酸甲酯只是次要產物。不過因為溶物中銀離子的存在可以穩定碳正离子反应中间体的形成，增加亞硝酸甲酯的產率。不管是哪一種情形，都多少會生成一些硝基甲烷及亞硝酸甲酯。

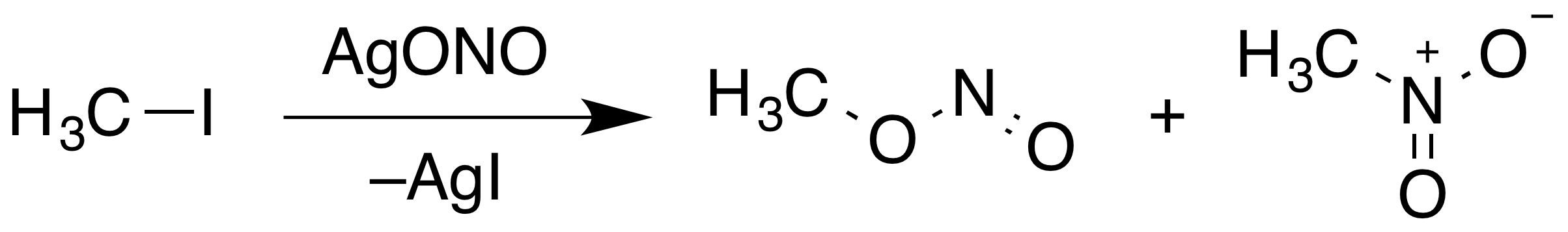
圖中有二種亞硝酸甲酯的氣態結構，由紅外線及微波攝影所得。

亞硝酸甲酯會在無鉛汽油燃燒時產生，可能會減少昆虫，欧洲的家麻雀及其他鳴禽的數量。
香烟烟霧中存在亞硝酸甲酯，由一氧化二氮形成，而一氧化二氮是由一氧化氮及甲醇的自氧化所形成。

## 性質及用途
亞硝酸甲酯是氧化剂，也是熱敏性的炸藥。若有金屬氧化物存在，會提高其熱敏性。亞硝酸甲酯會和無機鹼形成爆炸性的鹽類。和空氣也會形成易爆炸的混合物。亞硝酸甲酯可用作火箭推进剂，而且是單一推進劑。亞硝酸甲酯比亞硝酸乙酯的爆炸威力更強，而碳鏈較短的亞硝酸酯即使放在冰箱內都很容易分解，並且爆破其容器。
亞硝酸甲酯是有毒的窒息性氣體，有可能會造成發紺。暴露在亞硝酸甲酯下可能會造成正鐵血紅蛋白血症。
在化學合成（例如苯丙醇胺的製備）中，亞硝酸甲酯會作為前體及中間產物。